# Lissophiothrix
Lissophiothrix is een geslacht van slangsterren uit de familie Ophiotrichidae.

## Soorten
- Lissophiothrix delicata H.L. Clark, 1938